# Латвийская православная автономная церковь
Латвийская православная автономная церковь юрисдикции Константинопольского патриархата (лат. Latvijas Pareizticīgā Autonomā Baznīca Konstantinopoles Patriarhāta jurisdikcijā, до октября 2019 года — Латвийская православная автономная церковь, первоначально Латвийская свободная православная Церковь) — малочисленная неканоническая православная юрисдикция, действующая на территории Латвии. Образована в 1994 году клириками и мирянами, покинувшими Московский Патриархат. С 1994 по 2011 состояла в РПАЦ. С 2011 года ЛПАЦ провозглаcила себя частью Константинопольского патриархата, поминая Константинопольского патриарха на богослужениях, однако Константинопольский патриархат не делал официальных заявлений о признании Латвийской автономной церкви.
ЛПАЦ считает себя преемницей Латвийской православной церкви, которая в 1936—1940 годы находилась в составе Константинопольского патриархата, не признавая её переход в Московский патриархат, обосновывая это тем, что переход ЛПЦ обратно из КП в МП был совершён под государственным давлением, а томос Вениамина формально так и не был отозван. Использует григорианский календарь. «молится без ограничения за христиан всех конфессий как о здравии, так и об упокоении». Латвийской православной церковью была охарактеризована как псевдоправославная секта.

## История
Объединение основано в начале 1990-х годов тремя священниками Московского патриархата, отказавшимися поминать патриарха Московского и всея Руси Алексия II, которого они обвиняли в сотрудничестве с КГБ. Лидер объединения игумен Виктор (Контузоров) (1 октября 1944 — 6 марта 2022) 15 октября 1994 года перешёл в Российскую православную свободную церковь с центром в Суздале, также состоявшую из покинувших Московский патриархат клириков, и был рукоположён 21 июня 1995 года в сан епископа Даугавпилсского, после чего возглавляемые им приходы фактически стали епархией РПСЦ. В ответ митрополит Александр (Кудряшов) запретил Виктора (Контурозова) в священнослужении, а 27 июня 1996 года Собор ЛПЦ лишил его сана. 10 ноября 1997 года он был отлучён от церкви через анафематствование. В 1996 году церковь стала именоваться Латвийской свободной православной церковью.
Документы на восстановление статуса впервые подала 13 ноября 1996 года, но государство 30 декабря 1992 года уже зарегистрировало ЛПЦ. ЛПАЦ считает регистрацию ЛПЦ МП как преемницы автономной ЛПЦ до 1940 года ошибкой со стороны государства.
По состоянию на 2003 года насчитывала 14 общин.
В 2011 году, когда представители Вселенского патриарха Варфоломея разрешили поминать его в служениях и благословили создание юрисдикции, независимой от Московского патриархата, ЛПАЦ вышла из РПАЦ и заявила о переходе в Константинопольский патриархат. При этом в СМИ нет информации, признал ли формально Константинопольский патриарх Латвийскую православную автономную церковь частью Константинопольского патриархата.
В 2012 году митрополит Виктор был избран главой ЛПАЦ (на тот момент ЛПАЦ насчитывала 11 приходов).
6 февраля 2013 года ЛПАЦ обратилась в Регистр предприятий с заявлением о регистрацию, но 27 марта Министерство юстиции вынесло заключение о невозможности её регистрации, и 4 апреля Регистр отказал в регистрации ЛПАЦ, 28 мая главный нотариус Регистра оставил решение в силе. Административный районный суд 17 апреля 2014 года отклонил обжалование, а Административный окружной — 29 сентября 2015 года вынес решение против ЛПАЦ.
В 2017 году ЛПАЦ начала суд против Регистра предприятий Министерства юстиции Латвии в департаменте по административным делам Верховного суда, куда был подан иск по отказу ЛПАЦ в регистрации после отказа Административного окружного суда ЛПАЦ в их иске с требованием обязать Регистр зарегистрировать их под названием «Даугавпилсский Латвийский православный автономный приход Святых страстотерпцев Бориса и Глеба».
ЛПАЦ проиграла жалобу в отношении закона, чьи отдельные положения регулировали регистрацию новой религиозной организации и запрещали сосуществование в стране параллельных религиозных структур от имени одной и той же религиозной конфессии (сама ЛПАЦ считала себя не новой религиозной организацией, а продолжателем ЛПЦ КП 1936—1940 годов, в силу чего, по её мнению, положения о регистрации её не касались), и 6 июля 2017 года дело было передано Верховным судом на рассмотрение в Конституционный суд Латвии, 19 июля 2017 года возбудивший дело о противоречии этих положений закона Конституции Латвии и 26 апреля аннулировавший эти положения своим решением, вступившим в силу 27 апреля 2018 года, когда оно было опубликовано в «Латвийском вестнике», в силу противоречия статьям 91, 99 и 102 Конституции Латвии.
Решение открыло путь для регистрации нескольких религиозных организаций для одинаковой конфессии. Суд ввёл также норму, что церковь, доказавшая своё происхождение ещё до «аннексии 1940 года», имеет право инициировать процесс возврата религиозного имущества в свою пользу, что означает теоретическую возможность отчуждения недвижимости у ЛПЦ, хотя сама ЛПАЦ заявляла лишь о желании признания духовной преемственности, а не имущественной.
После пересмотра дела Административный окружной суд разрешил официальную регистрацию ЛПАЦ. Изначально ожидалось, что регистрация состоится 18 ноября 2019 года ко дню провозглашения независимости Латвии, однако она состоялась ещё 24 октября, когда появилось юридическое лицо «Латвийская православная автономная церковь юрисдикции Константинопольского патриархата» (латыш. Latvijas Pareizticīgā Autonomā Baznīca Konstantinopoles Patriarhāta jurisdikcijā). В связи с этим Синод Латвийской православной церкви выступил с заявлением, что «новая регистрация не имеет НИКАКОГО отношения к Латвийской Православной Церкви Московского Патриархата и НИКАК не влияет на положение нашей Церкви и на её название. Все сведения о якобы переходе или переводе нашей Церкви в Константинополь являются откровенной неприкрытой ложью, придуманы недругами Православия и растиражированы средствами массовой информации».